# 耶律孟簡
耶律孟簡（?—?），遼朝後期文士學者，契丹人，字复易，于越耶律屋質的五世孫，節度使耶律劉家奴的兒子。
耶律孟簡聰慧，善於詩文。六歲能寫詩，應聲而成。遼道宗時在在朝任職，和耶律乙辛關係不好，貶磁窑關。後來流放保州。聽說太子耶律濬被耶律乙辛陷害。作二十首《放懷事》。大康年間，回鄉，請求皇帝修國史，先編好耶律曷魯、耶律屋質、耶律休哥三人的傳記進獻。天祚帝乾統年間，任六院部太保，改高州觀察使。在高州修建學校，後來任昭德軍節度使。
今存《放懷事》序：
禽兽有哀乐之声，蝼蚁有动静之形。
在物犹然，况于人乎？
然贤达哀乐，不在穷通祸福之间。
《易》曰：‘乐天知命，故不忧。’
是以颜渊箪瓢自得，此知命而乐者也。
予虽流放，以道自安，又何疑耶？

## 传記資料
- 《遼史》 列传第三十四 文学下